# Matt Willis
Matthew James Willis (Matt Jay) (född 8 maj 1983) var den äldsta medlemmen i det brittiska poprockbandet Busted, tillsammans med Charlie Simpson och James Bourne. Bandet splittrades i januari 2005. Han var med och skrev flera av bandets hitar, såsom What I Go To School For och Sleeping With The Light On. Han spelade bas och sjöng i Busted, och kan också spela både trummor och gitarr.
I juli skrev han in sig på rehabilitationskliniken The Priory för att bli av med de alkoholproblem han haft. Han lämnade kliniken efter två veckor, och hämtades av sin flickvän, en programledare på MTV, Emma Griffiths.
Matt bestämde sig för att starta en solokarriär efter Busted, och har skrivit och spelat in ett nytt album (Don’t Let It Go To Waste) som ska släppas den 20 november i Storbritannien.